# Mimetidae
Mimetidae là một họ nhện gồm 156 loài được xếp vào 13 chi.

## Các chi
Các chi sau theo phân loại của Joel Hallan Biology Catalog.
- Gelaninae Simon, 1881

- Arochoides Mello-Leitão, 1935 (Brazil)
- Gelanor Thorell, 1869 (Trung bộ và Nam bộ Nam Mỹ)

- Melaenosiinae

- Kratochvilia Strand, 1934 (Principe)
- Melaenosia Simon, 1906 (Ấn Độ)

- Mimetinae Simon, 1881

- Arocha Simon, 1893 (Peru, Brazil)
- Australomimetus Heimer, 1986 (Australia)
- Ero C. L. Koch, 1836 (Palearctic, châu Phi, Nam Mỹ, Mỹ, châu Á, Australia)
- Mimetus Hentz, 1832 (worldwide)
- Phobetinus Simon, 1895 (Việt Nam, Sri Lanka)
- Reo Brignoli, 1979 (Mỹ, Kenya)

- Oarcinae Simon, 1890

- Gnolus Simon, 1879 (Nam Mỹ)
- Oarces Simon, 1879 (Nam Mỹ)

## Phân loại
- Danh sách các loài nhện trong họ Mimetidae